# Laurence Crouzet
 (janvier 2023).
Pour les articles homonymes, voir Crouzet.
Laurence Crouzet est une actrice, directrice artistique et adaptatrice française.
Principalement active dans le doublage, elle a été la première voix française d'Uma Thurman et de Madonna.
En animation, elle a doublé notamment les rôles de Shina, Hilda, Kiki, Shunrei et June dans Les Chevaliers du Zodiaque, Julie dans Julie et Stéphane, April O'Neil dans Tortues Ninja : Les Chevaliers d'écaille ou encore Lucille McBernik dans Famille Pirate, ainsi que la déesse Athéna dans les jeux vidéo God of War.

## Biographie

### Jeunesse
Laurence Crouzet naît le 31 mars 1961[réf. souhaitée], au sein d'une famille de comédiens. Ses parents, Roger Crouzet et Monique Thierry, sont également spécialisés dans le doublage. Malgré l'opposition de ceux-ci à ce que Laurence suive la même carrière professionnelle, elle suit tout de même des cours de théâtre. Elle entre dans le monde du doublage vers 24 ans.

### Carrière
Elle est l'auteure d'un spectacle intitulé Une mouche dans la tête ou les mémoires d'une fille affreuse, sale et méchante. Elle a reçu le prix de l'humour au Festival de Conflans-Sainte-Honorine.

## Théâtre
- 1985 : L'Éternel Mari d'après Fiodor Dostoïevski, adapté et mis en scène par Jacques Mauclair, Théâtre du Marais[2]

## Filmographie

### Télévision
- 1996 : Les Enfants du mensonge de Frédéric Krivine : Béa (TV)

## Doublage

### Cinéma

#### Films
- Uma Thurman dans :
  - Sang chaud pour meurtre de sang-froid (1991) : Diana Baylor
  - Jennifer 8 (1992) : Helena Robertson
  - Mad Dog and Glory (1993) : Glory
  - Beautiful Girls (1996) : Andera
  - Batman et Robin (1997) : Pamela Isley / Poison Ivy
  - Les Misérables (1998) : Fantine
  - Chapeau melon et bottes de cuir (1998) : Emma Peel
- Madonna dans :
  - Who's That Girl (1987) : Nikki Finn
  - Un couple presque parfait (2000) : Abbie Reynolds
  - À la dérive (2002) : Amber Leighton
  - Meurs un autre jour (2002) : Verity
- Juliette Lewis dans :
  - Romeo Is Bleeding (1993) : Sheri
  - Une nuit en enfer (1996) : Kate Fuller
  - Retour à la fac (2003) : Heidi
- Marisa Tomei dans :
  - L'embrouille est dans le sac (1991) : Lisa Provolone
  - Mon cousin Vinny (1992) : Mona Lisa Vito
- Regina King dans :
  - Boyz n the Hood (1991) : Shalika
  - Poetic Justice (1993) : Iesha
- Jennifer Coolidge dans :
  - La Revanche d'une blonde (2001) : Paulette Bonafonté
  - La blonde contre-attaque (2003) : Paulette Bonafonté
- Téa Leoni dans :
  - Spanglish (2004) : Deborah « Deb » Clasky
  - Braqueurs amateurs (2005) : Jane Harper
- Jane Lynch dans :
  - 40 ans, toujours puceau (2005) : Paula
  - Les Grands Frères (2008) : Gayle Sweeny
- 1984 : L'Aube rouge : Toni Mason (Jennifer Grey)
- 1985 : La Couleur pourpre : Squeak (Rae Dawn Chong)
- 1986 : La Mouche : Tawny (Joy Boushel)
- 1986 : Absolute Beginners : Crepe Suzette (Patsy Kensit)
- 1987 : Angel Heart : Epiphanie Proudfoot (Lisa Bonet)
- 1989 : Calendrier meurtrier : Bernadette Flynn (Mary Elizabeth Mastrantonio)
- 1990 : Cadillac Man : Lila (Lori Petty)
- 1993 : Sister Act, acte 2 : Maria (Alanna Ubach)
- 1993 : Hocus Pocus : Allison (Vinessa Shaw)
- 1993 : Even Cowgirls Get the Blues : Debbie (Victoria Williams)
- 1994 : Wolf : la journaliste TV (Kaity Tong)
- 1996 : Seven : la SDF (Pamala Tyson)
- 1997 : The Full Monty : Jean Orsfall (Lesley Sharp)
- 1998 : Snake Eyes : Julia Costello (Carla Gugino)
- 2000 : Mon beau-père et moi : voix supplémentaires
- 2001 : Road Trip : la petite amie d'E. L. (Deborah Zoe)
- 2002 : Jeux pervers : Piper (Amber Benson)
- 2003 : La Morsure du lézard : Miss Kathryn 'Kissin' (Patricia Arquette)
- 2003 : Intolérable Cruauté : Sarah Sorkin (Julia Duffy)
- 2006 : Dreamgirls : Lorell Robinson (Anika Noni Rose)
- 2007 : Gone Baby Gone : Dottie (Jill Quigg)
- 2008 : L'Échange : Carol Dexter (Amy Ryan)
- 2013 : Froid comme la vengeance : Kate (Arianne Zucker)
- 2016 : Les Huit Salopards : Daisy Domergue (Jennifer Jason Leigh)
- 2017 : Naked : Carol, la mère de Rob (Loretta Devine)
- 2020 : Birds of Prey : Renee Montoya (Rosie Perez)
- 2021 : Le Joueur d'échecs : Anna Bartok (Birgit Minichmayr)
- 2022 : Sous les palmiers, ma mère : Mari Carmen (Carmen Machi)
- 2023 : Ghosted : la mère (Amy Sedaris)
- 2024 : The Great Lillian Hall (en) : ? (?)

### Télévision

#### Téléfilms
- 2002 : Debby Miller, une fille du New Jersey : Debby Miller (Uma Thurman)
- 2024 : Le Silence des ânes (de) : ? ( ? )

#### Séries télévisées
- Amber Benson dans :
  - Buffy contre les vampires (1999-2002) : Tara Maclay
  - Cold Case : Affaires classées (2004) : Julia Hoffman
  - Supernatural (2006) : Lenore
- Debra Christofferson dans :
  - La Caravane de l'étrange (2003-2005) : Lila
  - Grey's Anatomy (2007) : Elaine
  - Bones (2008) : Kelly Sutton
- Daphne Ashbrook dans :
  - Newport Beach (2003-2006) : Dawn Atwood
  - Ghost Whisperer (2008) : Sandy Graber
- Kristin Lehman dans :
  - Kevin Hill (2004) : Serena Quinn
  - Human Target : La Cible (2010) : Allyson
- Lara Pulver dans :
  - Sherlock (2012) : Irene Adler
  - Da Vinci's Demons (2013) : Clarisse Orsini
- Amy Sedaris dans :
  - The Mandalorian (depuis 2019) : Peli Motto
  - Le Livre de Boba Fett (2022) : Peli Motto
- 1980-1988 : Drôle de vie : Joanna « Jo » Polniaczek (Nancy McKeon)
- 1987-1988 : Dallas : Lisa Alden (Amy Stock)
- 1988-1994 : Arabesque :
  - Alice Davies Hazlitt (Jane Windsor) (1988)
  - Robin Dishman (Gail O'Grady) (1992)
  - Sally Wilson (Jessica Tuck) (1992)
  - Lorna Thompson (Heidi Swedberg) (1994)
- 1989 : Madame est servie : Charlie Briscoe (Leah Remini)
- 1989-1993 : Code Quantum :
  - Teresa (Terri Garber) (1989)
  - Suzanne Elsinger (Amanda Wyss) (1991)
  - Olivia Barrett Covington (Kate McNeil) (1993)
- 1991-1992 : Notre belle famille : Penny Baker (Patrika Darbo)
- 1992 : Beverly Hills 90210 : Nikki Witt (Dana Barron)
- 1994-1997 : Babylon 5 :
  - la technicienne (Sylva Kelegian) (1994)
  - le commandant Susan Ivanova (Claudia Christian) (1994-1997)
- 1994-1995 : La Vie à cinq : Jill Holbrook (Megan Ward)
- 1996-1999 : Clueless : Dionne Davenport (Stacey Dash)
- 1997 : Murder One : Paige Weikopf (Jessica Steen)
- 1997 : Une nounou d'enfer : Tasha (Ivana Miličević)
- 1997-1999 : Buffy contre les vampires :
  - Ampata Gutierrez (Ara Celi) (1997)
  - Darla (Julie Benz) (1999)
  - Sunday (Katharine Towne) (1999)
- 1998-2014 : Des jours et des vies : Nicole DiMera (Arianne Zucker)
- 1999 : Destins croisés : Infirmière (Lili Francks)
- 1999 : Dawson : Wendy Dalrymple (Liz Vassey)
- 2000 : Papa s'en mêle : Linda Woods (Anita Barone)
- 2000 : Helicops : Alexandra (Friderikke Weber)
- 2000 : The Street : Alison (Isabel Gillies)
- 2000 : Angel : Rebecca Lowell (Tamara Gorski)
- 2000-2001 : Dark Angel : Kendra Maibaum (Jennifer Blanc)
- 2002 : Le Protecteur : Mandy Gressler (Jamie Brown)
- 2002 : Ally McBeal : Melissa Walker (Tia Riebling)
- 2002 : Les Anges de la nuit :
  - la mère de Dinah (Maggie Baird)
  - Carolyn Lance / Black Canary (Lori Loughlin)
- 2003 : Everwood : Dr. Lence (Tamara Taylor)
- 2003 : Boomtown : Pamela Donner (Lisa Waltz)
- 2004-2008 : Stargate Atlantis : la reine Wraith (Andee Frizzell)
- 2004 : The Shield : Gail Linley (Mia Wesley)
- 2004-2005 : Les Sauvages : Brenda (Kylie Sparks)
- 2005-2007 : Ghost Whisperer :
  - Fran Vaughn (Katy Selverstone) (2005)
  - Vera (Fay Masterson) (2006)
  - Sally Jenkins (Josie Davis) (2007)
- 2005 : Marni et Nate : Roberta (Sophina Brown)
- 2005 : Preuve à l'appui : Faye Vaughn (Tammy Lauren)
- 2006 : Cold Case : Affaires classées : Dana Taylor (Lesley Fera)
- 2006 : Dernier Recours : Jada Hamilton (Roxanne Beckford)
- 2008-2012 : La Vie secrète d'une ado ordinaire : Betty (Jennifer Coolidge)
- 2009 : Esprits criminels : Sharon Harris (Valarie Pettiford)
- 2017 : Twin Peaks : Chantal Hutchens (Jennifer Jason Leigh)
- 2017 : Les Sept Vérités : Gina Serkin (Susie Porter) (mini-série)
- 2020 : Ratched : Louise (Amanda Plummer)
- 2020 : Losing Alice : ? (?) (mini-série)
- 2022 : Les Derniers Jours de Ptolemy Grey : Niecie (Marsha Stephanie Blake) (mini-série)
- 2022 : Hartley, cœurs à vif : Nana (Maggie Dence)
- 2022 : Bosch: Legacy : Vibiana Veracruz (Roxana Brusso) (saison 1)
- 2023 : The Crowded Room : ? (?) (mini-série)
- 2023 : The Changeling (en) : Cal (Jane Kaczmarek)

#### Séries d'animation
- Les Pierrafeu : Betty Laroche
- Les Bisounours (version Nelvana) : Toufou le lapin
- Les Chevaliers du Zodiaque (Saint Seiya) : Shina, Hilda, Kiki, Shunrei et June
- Ragen Blue Symphonic Image Album~ (CD) : Milu, Reiki enfant et la narratrice
- Dragon Ball : Lunch, May et Hasky/Husky
- Julie et Stéphane : Julie
- Cynthia ou le Rythme de la vie : Cynthia Duval
- Xiaolin Showdown : Wuya
- Les Quatre Filles du docteur March : Jo March et Mme Spencer
- Tortues Ninja : Les Chevaliers d'écaille : April O'Neil
- Famille Pirate : Lucille McBernik
- Une vie nouvelle : Béatrice
- Princesse Starla et les Joyaux magiques : Fallon
- Les Samouraïs de l'éternel : Sandy et Kayura
- James Bond Junior : Phoebe
- Pokémon Générations : Agatha
- Susy aux fleurs magiques : Susy Hanazono
- 2004 : Dave le barbare : l'impératrice Zontara
- 2018-2022 : Overlord : Kilistran
- 2022 : Chicago Party Aunt : Bonnie
- 2022 : Spriggan : Maria Clemente

### Jeux vidéo
- 1995 : Nox : Hecubah
- 2003 : Legacy of Kain: Defiance : Ariel et voix additionnelles
- 2003 : Indiana Jones et le Tombeau de l'empereur : Mei Ying
- 2004 : Ratchet and Clank 3 : Le Capitaine Sasha Phyronix
- 2005 : God of War : Athéna et Aphrodite
- 2005 : Saint Seiya : Les Chevaliers du Zodiaque - Le Sanctuaire : Shina (Shaina), Shunrei et Daichi
- 2005 : Ratchet: Gladiator : Le Capitaine Sasha Phyronix (caméo)
- 2006 : Psychonauts : Milka Phage / Danseuse / Dame dipneuste
- 2006 : The Elder Scrolls IV: Oblivion : les Vils séducteurs (extension The Elder Scrolls IV: Shivering Isles)
- 2007 : God of War II : Athéna
- 2008 : God of War: Chains of Olympus : Athéna
- 2008 : Dark Sector : Nadia Sudek
- 2008 : Fable II : Thérésa
- 2009 : Warhammer 40,000: Dawn of War II : Adrastia et l'administratrice Derosa
- 2010 : God of War III : Athéna
- 2010 : God of War: Ghost of Sparta : Athéna
- 2010 : Final Fantasy XIV : Cœur de Glace / Shiva
- 2010 : Fable III : Thérésa
- 2011 : The Elder Scrolls V: Skyrim : Boethia, Mirabelle Ervine, Azura et Gormlaith Lame-Dorée
- 2012 : Diablo III : Mystique (retirée de la version définitive du jeu)
- 2015 : StarCraft 2: Legacy of the Void : Rohana
- 2017 : Star Wars Battlefront II : Iden Versio
- 2018 : God of War : Athéna
- 2018 : Detroit: Become Human : Amanda
- 2018 : Darksiders III : Fury
- 2019 : Apex Legends : Mad Maggie
- 2020 : Ghost of Tsushima : Mazako
- 2023 : Diablo IV : ?
- 2023 : Avatar: Frontiers of Pandora : ?
- 2025 : Monster Hunter Wilds : Athos

### Direction artistique
Séries télévisées
- 1997-2000 : Buffy contre les vampires

## Adaptation
Sauf indication contraire ou complémentaire, les informations mentionnées dans cette section proviennent du générique de fin de l'œuvre audiovisuelle présentée ici.

### Cinéma

#### Films
- 2000 : Amour, Piments et Bossa nova
- 2000 : Le Couvent
- 2001 : D'Artagnan
- 2002 : Dancer Upstairs
- 2003 : Old Boy
- 2008 : Wild Child
- 2014 : Puzzle
- 2017 : Cold Skin
- 2018 : Dédale meurtrier
- 2018 : Shakespeare : L'Homme derrière le masque
- 2019 : Unplanned
- 2021 : Margrete : Reine du Nord
- 2021 : Défense d'atterrir
- 2022 : Ne dis rien
- 2022 : Nostalgia
- 2022 : The Requin
- 2023 : Le Club des miracles
- 2023 : Dead Shot (en)
- 2023 : May December
- 2023 : Menace au sommet
- 2023 : Le Prix de la vengeance
- 2024 : Une affaire de principe
- 2024 : Maria

#### Films d'animation
- 2016 : Un conte peut en cacher un autre
- 2021 : Le Royaume des étoiles (en)
- 2023 : Léo, la fabuleuse histoire de Léonard de Vinci

### Télévision

#### Téléfilms
- 2007 : Johnny Kapahala
- 2022 : Permis de tromper

#### Séries télévisées
- Breaking Bad
- Buffy contre les vampires
- Esprits criminels
- Scrubs
- The Shield
- Pretty Little Liars
- The King
- Waco : L'Après (mini-série)

#### Séries d'animation
- Hercule
- Flipper et Lopaka
- Creepie